# Pic River Indian Reserve 50
Pic River Indian Reserve 50 är ett reservat i Kanada.   Det ligger i provinsen Ontario, i den sydöstra delen av landet, 900 km väster om huvudstaden Ottawa.
I omgivningarna runt Pic River Indian Reserve 50 växer i huvudsak blandskog. Trakten runt Pic River Indian Reserve 50 är nära nog obefolkad, med mindre än två invånare per kvadratkilometer.